# کالین کمپبل (بازیکن فوتبال، زاده ۱۸۸۳)
کالین کمپبل (انگلیسی: Colin Campbell؛ ۲۰ فوریه ۱۸۸۳ – ۲۳ مهٔ ۱۹۷۲) بازیکن فوتبال اهل آرژانتین بود.
وی در تیم‌های ملی فوتبال آرژانتین و شیلی بازی کرده‌است.